# Riz nuisible
Les riz nuisibles, ou riz adventices, appelés « riz crodo » en Camargue, sont des plants de riz sauvages indésirables dans les rizières, qui se comportent comme des mauvaises herbes.ils nuisent au rendement en concurrençant le riz cultivé et sont difficiles à extirper à cause de leur proximité morphologique et biologique avec ce dernier. Ce sont soit des variétés de la même espèce botanique que le riz cultivé, Oryza sativa, notamment Oryza sativa subsp. japonica var. sylvatica, soit des espèces voisines appartenant au même genre, Oryza.
On les désigne aussi sous le nom de « riz sauvages » ou « riz rouges », mais la première expression entraîne une confusion avec la zizanie des marais (Zizania palustris) dont les graines sont vendues sous le nom de « riz sauvage », et la deuxième est inappropriée car si la plupart des riz nuisibles ont des graines au péricarpe pigmenté en rouge, ce n'est pas toujours le cas, tandis que certaines variétés de riz cultivé ont également des graines rouges. Les riz adventices sont des variétés de l'espèce Oryza sativa, le riz cultivé asiatique. L'expression «  faux-riz » désigne aussi d'autres adventices des rizières, notamment Leersia oryzoides (Léersie faux-riz) (Poaceae). Les riz nuisibles sont appelés « weedy rice » en anglais,  « arrozon ou arroz pato » en espagnol, « riso crodo » en italien .
L'infestation des rizières par les riz nuisibles touche la plupart des régions rizicoles du monde et s'est particulièrement aggravée depuis que le repiquage a été abandonné au profit du semis direct. Les méthodes de lutte misent principalement sur le choix de semences propres et sur le traitement du sol avant le semis dans le but d'éliminer les plants de riz adventices qui ont germé en combinant des procédés mécaniques (sarclage) et des procédés chimiques (herbicides). 